# (17) Фетида
(17) Фети́да (лат. Thetis) — астероид главного пояса, который принадлежит к светлому спектральному классу S. Он был открыт 17 апреля 1852 года немецким астрономом Робертом Лютером в Дюссельдорфской обсерватории, Германия и назван в честь древнегреческой морской нимфы Фетиды, дочери Нерея и Дориды.

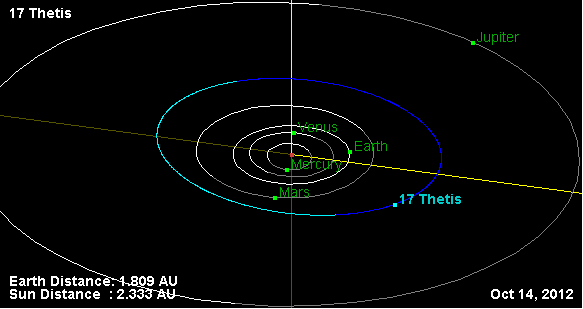
Орбита астероида Фетида и его положение в Солнечной системе

Покрытие астероидом звёзд наблюдалось в 1999 году в штате Орегон. Масса астероида была вычислена James Baer и Steven Chesley в 2007 году по возмущениям орбиты Фетиды от астероидов (4) Веста и (11) Парфенопа и составила 1,2 ⋅1018 кг при плотности 3,21 г/см³. Фетида дважды сближалась с Парфенопой: в первый раз в феврале 1968 года до расстояния в 0,0016 а. е., второй раз в январе 1997 года до расстояния в 0,0054 а. е.